# NGC 1711
NGC 1711 is een open sterrenhoop in het sterrenbeeld Tafelberg. Het hemelobject werd op 3 augustus 1826 ontdekt door de Schotse astronoom James Dunlop.

## Synoniemen
- ESO 56-SC10